# Мельницьке церковне намісництво
Мельницьке намісництво (деканат) — церковно-адміністративна округа Берестейського крилоса Володимирської єпархії. Візитація проводилась в 1787 р.

## Парафії
В 1729 році охоплювало 24 парафії. Міських парафій 8.
1. Буковичі, Троїцька церква (1726, 1781)
2. Довга, Варваринська церква (1726, 1774)
3. Хотичі (1726, 1774)
4. Хлопків (1726, 1774)